# تورتة دوبوس
تورتة دوبوس أو كعكة دوبوس أو تورتة دوبوش (بالإنجليزية: Dobos torte - تُرتة دُبُس || تُرتة دُبُش - Dobosh torte)‏ هي كعكة إسفنجية مجرية محشية بطبقات متعددة من كريمة الشكلاطة ومغطاه بالكَرَاميل.